# 23 février aux Jeux olympiques d'hiver de 2014
Le dimanche 23 février aux Jeux olympiques d'hiver de 2014 est le dix-huitième et dernier jour de compétition.

## Programme
| Heure UTC+4 (Sotchi)                          |               |
| bleu                                          | Cérémonie     |
| neutre                                        | Épreuve       |
| or                                            | Finale        |
| orange                                        | Petite finale |
| rose                                          | Reporté       |
| gris                                          | Annulé        |
| Compétition masculine                         | Hommes        |
| Compétition féminine                          | Femmes        |
| Compétition mixte (hommes et femmes mélangés) | Mixte         |
| Compétition en couple (1 homme et 1 femme)    | Couple        |
| modifier                                      |               |

| Horaire | Discipline Spécialité | Discipline Spécialité                 | Discipline Spécialité | Phase     | Résultats                                              | Références |
| ------- | --------------------- | ------------------------------------- | --------------------- | --------- | ------------------------------------------------------ | ---------- |
| 11:00   |                       | Ski de fond 50 km départ groupé       | Compétition hommes    | Finale    | Alexander Legkov · Maxim Vylegzhanin · Ilia Chernousov | -          |
| 13:30   |                       | Bobsleigh Bob à quatre - Manche 3 & 4 | Compétition hommes    | Finale    | Russie · Lettonie · États-Unis                         | -          |
| 16:00   |                       | Hockey sur glace Finale               | Compétition hommes    | Finale    | 0-3                                                    | [ 1 ]      |
| 20:00   |                       | Cérémonie de clôture                  | -                     | Cérémonie | -                                                      | -          |

## Médailles du jour
| Rang  | Nation     | Or | Argent | Bronze | Total |
| ----- | ---------- | -- | ------ | ------ | ----- |
| 1     | Russie     | 2  | 1      | 1      | 4     |
| 2     | Canada     | 1  | 0      | 0      | 1     |
| 2     | Lettonie   | 0  | 1      | 0      | 1     |
| 5     | Suède      | 0  | 1      | 0      | 1     |
| 3     | États-Unis | 0  | 0      | 1      | 1     |
| Total | Total      | 3  | 3      | 2      | 8     |